# Aziz Ouattara Mohammed
Aziz Ouattara Mohammed, född 4 januari 2001, är en ivoriansk fotbollsspelare som spelar för belgiska Genk.

## Karriär
Ouattara fick sin fotbollsfostran i ASEC Mimosas akademi. Den 23 maj 2019 lånades han och Bayéré Junior Loué ut till Hammarby IF med en köpoption i låneavtalet. Hammarbys chefsscout Mikael Hjelmberg jämförde Ouattara med Odilon Kossounou som klubben nyligen sålt för en klubbrekordssumma. Den 30 december 2019 skrev Ouattara och Loué på varsitt fyraårskontrakt med Hammarby.
Säsongen 2020 spelade Ouattara för Hammarbys samarbetsklubb IK Frej i Ettan Norra. Han gjorde under säsongen två mål på 26 matcher för Frej som slutade på 9:e plats.
Ouattara tävlingsdebuterade för Hammarby den 1 april 2021 mot Trelleborgs FF i kvartsfinalen av Svenska cupen. Hammarby vann matchen med 3–2 efter förlängning och Ouattara gjorde sin debut när han blev inbytt i halvlek. Tre dagar senare spelade Ouattara från start och gjorde matchens enda mål i en 1–0-vinst över rivalerna Djurgårdens IF i semifinalen. Ouattara gjorde allsvensk debut den 10 april 2021 i en 3–2-förlust mot Malmö FF.
Den 7 januari 2022 värvades Ouattara av belgiska Genk, där han skrev på ett 4,5-årskontrakt.